# Lubasz
Lubasz (in tedesco Lubasch) è un comune rurale polacco del distretto di Czarnków e Trzcianka, nel voivodato della Grande Polonia.
Ricopre una superficie di 167,58 km² e nel 2004 contava 6 859 abitanti.